# Rachel Minc
Rachel Minc, również Rachel Minc, Rahel Lipstein lub Rachel Lipstein (ur. 1899 w Łodzi, zm. w czerwcu 1978 w kibucu Tzora, Region Matte Jehuda) – francuska pisarka, pedagożka polsko-żydowskiego pochodzenia. Pisała w języku niemieckim oraz francuskim.

## Życiorys
Uczęszczała na kursy językowe w Berlinie i studiował pedagogikę na Uniwersytecie Berlińskim. Następnie pracowała w krajach skandynawskich, gdzie poznała antyfaszystowską pedagog Minnę Specht. W Polsce natomiast współpracowała z Januszem Korczakiem. Po przybyciu do Francji podjęła zawód przedszkolanki w schronisku Neuilly, a następnie w Crocq.
W 1942, podczas niemieckiej okupacji Francji, ukrywała się na farmie polskiej rodziny Janusza i Suzanne Zwolaskowkich w miejscowości Bonneval w gminie Hautefage-la-Tour. Następnie udaje jej się przedostać do Grenoble, gdzie angażuje się w siatkę ratującą żydowskie dzieci. Po wojnie z inicjatywy Min rodzina została uhonorowana odznaczeniem Sprawiedliwy wśród Narodów Świata.
Po wyzwoleniu zajmowała się ponownym łączeniem wysiedleńców z rodzinami  , pracowała w domach dziecka, wydawała dramaty biblijne dla dzieci i książki dla dzieci w języku francuskim. Zmarła w kibucu Tzora w Regionie Matte Jehuda.

## Publikacje

### W języku niemieckim
- Zwischen dem Abend- und Morgenrot. Achrid (1921)
- Tagnächte meines Frühlings (1922)
- Kinder der Nacht. Schicksale jüdischer Kinder 1939–1945 (1963)

### W języku francuskim
- Psaumes (1949)
- Les Psaumes restent eternels.: Jeu dramatique en dix tableaux avec prologue et epilogue (1954)
- Le palais aux portes ouvertes et son grand roi (1958)
- La coupe de Bagdad (1961)
- L’enfer des innocents, les enfants juifs dans la tourmente nazie (1966)
- Les aubes de l'exil. Les aveux d'Eve-Hava, mère des humains. Poèmes (1972)
- Entre l’or et la flamme. L’histoire de Moise (1975)
- Pour offrir la rosée (1975)